# Cantua candelilla
Cantua candelilla är en blågullsväxtart som beskrevs av August Brand. Cantua candelilla ingår i släktet Cantua och familjen blågullsväxter. Inga underarter finns listade i Catalogue of Life.